# Aquest home és perillós
Aquest home és perillós  (títol original en francès:  Cet Homme est dangereux) és una pel·lícula francesa dirigida per Jean Sacha, estrenada el 1953. Ha estat doblada al català.

## Argument[2]
Lemmy Caution és encarregat de neutralitzar la banda criminal internacional del cap Siégella (Grégoire Aslan) com a investigador camuflat. Per infiltrar-se en el grup fa veure que és un evadit. Durant la seva recerca amagada a la Costa Blava coneix la bella Constance (Colette Deréal) que és una amiga de Siégella. Lemmy el pot convèncer que l'ajudarà a casar-se amb la rica hereva estatunidenca Miranda Van Zelden (Claude Borelli). Quan Lemmy ha obtingut prou proves de culpabilitat avisa la Interpol. Després envia documents a la Interpol, la seva cobertura es desmunta i li cal lluitar per la seva vida.

## Repartiment
- Eddie Constantine: Lemmy Caution
- Colette Deréal: Constance
- Grégoire Aslan: Siégella
- Claude Borelli: Miranda van Zelten
- Jacqueline Pierreux: Dora
- Véra Norman: Suzanne
- Guy Decomble: Jacques El Dingue
- Luc Andrieux: Maurice
- Henri Djanik: William Bosco
- Emile Genevois: un atleta
- Michel Seldow: Pierrot les Cartes
- Colette Mareuil
- Michel Nastorg: Goyas
- Jacques Richard: Jimmy
- Jacques Angelvin
- Luce Aubertin
- Gil Delamare
- Raymond Francky
- Roger Goze
- Louis Viret
- Don Ziegler
- Hy Yanowitz